# Hendi Ilma
Hendi Ilma (Székelyudvarhely, 1947. január 30. – Genf, Svájc, 2021. november 28.) költő, író, műfordító.

## Élete
1966-tól 1969-ig joghallgató volt Budapesten. 1969. március 15-én házasságot kötött Hendi Péter íróval. 1969-ben nyugatra távoztak. Svéd állampolgárként a Göteborgi Egyetemen “Fil. kand.” diplomát szerzett. 1980-tól egy évig Münchenben, majd Genfben élt. Utoljára az ENSZ WIPO-nál volt alkalmazásban. Svájcban filozófiai és lélektani tanulmányokat folytatott, néhány szemesztert az orvostudománynak is szentelt. Utazásai: Izland, Amerikai Egyesült Államok, Japán, Thaiföld, stb.
Élete legdöntőbb fordulatát az okkultista, ezoterikus, saját bevallása szerint tisztánlátó, Rudolf Steiner-i szellemtudomány adta. Fordított németből, svédből és franciából. Hendi Ilma Svájcban, Franciaországban és Magyarországon élt.

## Művei
- Rózsa óra, versek (1985, 1990, 1993, 1996, 2003)
- Kozmikus hő, versek (1985)
- Cédrusok közt citadella, forgatókönyv (magyar, német, francia nyelven) (1995, 2012)
- Út, fényes út, rigmusmozaikok (1995, 1998, 2004)
- Szelma Lagerlöf naplója, színmű (1990, 1999, 2015)
- Szigorú angyali gyógyír, idézetnaptár, (gondolatok az év minden napjára (2023)

Idézetgyűjtemények
- És megmutatom teljes erőtöket (1989, 2001, 2006)
- Mély, mély misztérium (1998)
- Az én dicsőségem (1996)
- Míg vándorként élünk e testben (1996)
- Világosságul melegséget ajándékozni (1997)
- A szót, a kékmadárként szálldosót, Idézetnapló (2015)

Műfordítások
- Rudolf Steiner – A karma megnyilvánulásai (1991, 1996, 1999)
- Rudolf Steiner – Meditációs könyv (1996)
- Rudolf Steiner – A beavatás kapuja (misztériumdráma) (2005)
- Rudolf Steiner – Léleknaptár (1995)
- Jakob Streit – Nevelés, iskola, szülői ház és a Steiner pedagógia (1995)
- Arman Sahihi – Óperzsa számmisztika (1995)
- Goethe (2001)
- Noválisz (2002)
- Berthold Wulf – A Föld aromája és sója, versek (1996, 2022)
- Magnóliahódolat Marie Steinernak, versek (német-magyar, 1998)
- Szelma Lagerlöf – Mi Urunk és Szent Péter, novella (1995)
- Christian Bobin – Egy könyvtár felhőkből – Une bibliothèque de nuage (francia-magyar, 2011)
- Simon Heppel, O.P. – Üdv néked, szép mai nap! (2018)
- Selma Lagerlöf – Mi Urunk és Szent Péter –Vår Herre och Sankte Per – Unser Herr und der heilige Petrus – Notre Seigneur et Saint Pierre – Our Lord and Saint Peter (magyar-svéd-német-francia-angol, 2019)
- Lennart Dahl – Egy másik valóság – En annan verklighet (svéd-magyar, 2020)
- Albert Steffen – Sorssaru és szellemsisak (2022)

Idegen nyelvű kötetek
- Das Tagebuch der Selma Lagerlöf (német, francia, angol) (1998)
- Und ich zeige euch eure volle Kraft (német idézetgyűjtemény) (1992)
- Dem Denken zur Klarheit Wärme Schenken (német idézetgyűjtemény) (2002)
- Et je vous montre votre pleine force (francia idézetgyűjtemény) (1993)
- Citadell bland cederträd, Dagbok av Selma Ottilia Lovisa Lagerlöf (svéd) (1999)
- Wsrod cedrów cytadela, Pamietnik Selmy Lagerlöf (lengyel) (2007)
- Ed io vi mostrerò la vostra piena forza (olasz idézetgyűjtemény) (2008)
- Och jag visar er er fulla kraft (svéd idézetgyűjtemény) (2008)

További kötetek
- Kölcsey Ferenc – Parainesis (2002)
- Egyperces randevúk Philippe Zeissiggal (francia, magyar, 2000, 2012)
- Henri-Frédéric Amiel (2010)

Hangkazetták
- Rózsa óra
- Hódolat Hamvas Bélának;
- Aranypohár, hódolat Áprily Lajosnak
- Hommage Lennart Dahlnak
- Hódolat Per Lagerquistnak
- „Szobránál szebb volt az ember”, Szécsi Margit est
- „Amfórák, amfórák”, Berthold Wulf est
- Kalevala est
- Francia költőkkel
- Attila és Flóra
- Ihletett randevú a svájci Philippe Zeissiggal

Elemzések, kritikák
- Kodolányi Gyula: „Igen”
- Gráf Lenke: „Nemzetőr”
- Illyés Elemér: „Katolikus Szemle”
- Petrőczi Éva: „Reformátusok lapja”
- Jákob Streit: „Goetheanum”, „Mitteilungen”, Svájc
- Hans L. Büchenbaher: Németország
- Jancsó Adrienne: Hendi Ilma versei, hangkazetta (1990)